# IIHF Continental Cup 2008/09
Der IIHF Continental Cup 2008/09 war die zwölfte Austragung des von der Internationalen Eishockey-Föderation IIHF ausgetragenen Wettbewerbs. Am vom 19. September 2008 bis 18. Januar 2009 ausgetragenen Turnier nahmen 19 Mannschaften aus 19 Ländern teil. Die Finalrunde wurde vom 16. bis 18. Januar 2009 im französischen Rouen ausgetragen.
Zwei Finalrundenteilnehmer waren gesetzt, der Gastgeber Dragons de Rouen und der MHC Martin aus der Slowakei, als Vertreter des am höchsten platzierten Landes nach der IIHF-Weltrangliste 2008, das für das Turnier gemeldet hatte. Die beiden weiteren Finalteilnehmer wurden in drei Qualifikationsrunden ermittelt.

## Qualifikation

### Erste Runde
Die Spiele der ersten Runde fanden vom 19. bis 21. September 2008 im serbischen Novi Sad statt.

#### Gruppe A
Der Gruppensieger und Gastgeber HK Novi Sad qualifizierte sich für die zweite Runde. Die Bilanz wurde lediglich durch eine Niederlage im Penaltyschießen gegen den HK Slawia Sofia getrübt.
Insgesamt besuchten 1.000 Zuschauer die sechs Partien, was einem Zuschauerschnitt von 166,7 entspricht.
| 19. September 2008 16:00 Uhr | KHL Mladost Zagreb | 13:4 (3:1, 7:3, 3:0)                | Dundalk Bulls      | Ledena dvorana SPENS, Novi Sad Zuschauer: 60  |
| 19. September 2008 19:30 Uhr | HK Novi Sad        | 4:5 n. P. (2:2, 2:1, 0:1, 0:0, 0:1) | HK Slawia Sofia    | Ledena dvorana SPENS, Novi Sad Zuschauer: 400 |
| 20. September 2008 16:00 Uhr | HK Slawia Sofia    | 2:11 (0:3, 0:2, 2:6)                | KHL Mladost Zagreb | Ledena dvorana SPENS, Novi Sad Zuschauer: 20  |
| 20. September 2008 19:00 Uhr | Dundalk Bulls      | 2:4 (1:0, 0:1, 1:3)                 | HK Novi Sad        | Ledena dvorana SPENS, Novi Sad Zuschauer: 100 |
| 21. September 2008 16:00 Uhr | Dundalk Bulls      | 6:4 (2:0, 2:3, 2:1)                 | HK Slawia Sofia    | Ledena dvorana SPENS, Novi Sad Zuschauer: 20  |
| 21. September 2008 19:00 Uhr | HK Novi Sad        | 4:1 (1:0, 3:0, 0:1)                 | KHL Mladost Zagreb | Ledena dvorana SPENS, Novi Sad Zuschauer: 400 |

| Pl. |                    | Sp | S | OTS | OTN | N | Tore  | Punkte |
| 1.  | HK Novi Sad        | 3  | 2 | 0   | 1   | 0 | 12:08 | 7      |
| 2.  | KHL Mladost Zagreb | 3  | 2 | 0   | 0   | 1 | 25:10 | 6      |
| 3.  | Dundalk Bulls      | 3  | 1 | 0   | 0   | 2 | 12:21 | 3      |
| 4.  | HK Slawia Sofia    | 3  | 0 | 1   | 0   | 2 | 11:21 | 2      |

### Zweite Runde
Die zweite Runde des Continental Cups wurde vom 17. bis zum 19. Oktober 2008 in zwei Gruppen ausgespielt. Die Spielorte waren Elektrėnai in Litauen und Miercurea Ciuc in Rumänien. Der Sieger der Gruppe A, HK Novi Sad, qualifizierte sich zur Teilnahme in der Gruppe C.

#### Gruppe B
In der Gruppe B setzte sich der HK Sokol Kiew aus der Ukraine souverän mit drei Siegen aus drei Spielen durch und qualifizierte sich somit für die Gruppe D der abschließenden dritten Runde, die im lettischen Liepāja ausgetragen wurde.
Insgesamt besuchten 7.073 Zuschauer die sechs Partien, was einem Zuschauerschnitt von 1.178,8 entspricht.
| 17. Oktober 2008 13:00 Uhr | HK Sokol Kiew          | 6:3 (2:1, 3:2, 1:0) | Tilburg Trappers       | Ledo Rumai, Elektrėnai Zuschauer: 720   |
| 17. Oktober 2008 16:30 Uhr | KS Cracovia            | 3:2 (1:1, 1:1, 1:0) | SC Energija Elektrėnai | Ledo Rumai, Elektrėnai Zuschauer: 980   |
| 18. Oktober 2008 13:00 Uhr | Tilburg Trappers       | 1:4 (0:1, 1:1, 0:2) | KS Cracovia            | Ledo Rumai, Elektrėnai Zuschauer: 980   |
| 18. Oktober 2008 16:30 Uhr | SC Energija Elektrėnai | 1:6 (1:1, 0:2, 0:3) | HK Sokol Kiew          | Ledo Rumai, Elektrėnai Zuschauer: 1.752 |
| 19. Oktober 2008 13:00 Uhr | HK Sokol Kiew          | 7:4 (2:0, 5:3, 0:1) | KS Cracovia            | Ledo Rumai, Elektrėnai Zuschauer: 670   |
| 19. Oktober 2008 16:30 Uhr | SC Energija Elektrėnai | 6:5 (2:1, 2:3, 2:1) | Tilburg Trappers       | Ledo Rumai, Elektrėnai Zuschauer: 1.971 |

| Pl. |                        | Sp | S | OTS | OTN | N | Tore  | Punkte |
| 1.  | HK Sokol Kiew          | 3  | 3 | 0   | 0   | 0 | 19:08 | 9      |
| 2.  | KS Cracovia            | 3  | 2 | 0   | 0   | 1 | 11:10 | 6      |
| 3.  | SC Energija Elektrėnai | 3  | 1 | 0   | 0   | 2 | 09:14 | 3      |
| 4.  | Tilburg Trappers       | 3  | 0 | 0   | 0   | 3 | 09:16 | 0      |

#### Gruppe C
In der Gruppe C setzte sich der ungarische Vertreter Dunaújvárosi Acélbikák durch, nachdem im abschließenden Gruppenspiel der gastgebende und bis dahin an erster Stelle stehende SC Miercurea Ciuc geschlagen wurde. Dunaújvárosi Acélbikák erreichte somit die Gruppe E der dritten Runde, die im italienischen Bozen stattfand.
Insgesamt besuchten 1.725 Zuschauer die sechs Partien, was einem Zuschauerschnitt von 287,5 entspricht.
| 17. Oktober 2008 16:00 Uhr | Dunaújvárosi Acélbikák | 8:4 (4:0, 3:2, 1:2)  | HK Novi Sad            | Vakar Lajos, Miercurea Ciuc Zuschauer: 50  |
| 17. Oktober 2008 19:30 Uhr | CG Puigcerdà           | 1:12 (0:5, 0:4, 1:3) | SC Miercurea Ciuc      | Vakar Lajos, Miercurea Ciuc Zuschauer: 300 |
| 18. Oktober 2008 16:00 Uhr | Dunaújvárosi Acélbikák | 8:1 (3:0, 3:1, 2:0)  | CG Puigcerdà           | Vakar Lajos, Miercurea Ciuc Zuschauer: 50  |
| 18. Oktober 2008 19:30 Uhr | SC Miercurea Ciuc      | 8:1 (5:0, 0:1, 3:0)  | HK Novi Sad            | Vakar Lajos, Miercurea Ciuc Zuschauer: 400 |
| 19. Oktober 2008 16:00 Uhr | HK Novi Sad            | 5:6 (3:3, 2:2, 0:1)  | CG Puigcerdà           | Vakar Lajos, Miercurea Ciuc Zuschauer: 75  |
| 19. Oktober 2008 19:30 Uhr | SC Miercurea Ciuc      | 1:4 (0:0, 1:3, 0:1)  | Dunaújvárosi Acélbikák | Vakar Lajos, Miercurea Ciuc Zuschauer: 850 |

| Pl. |                        | Sp | S | OTS | OTN | N | Tore  | Punkte |
| 1.  | Dunaújvárosi Acélbikák | 3  | 3 | 0   | 0   | 0 | 20:06 | 9      |
| 2.  | SC Miercurea Ciuc      | 3  | 2 | 0   | 0   | 1 | 21:06 | 6      |
| 3.  | CG Puigcerdà           | 3  | 1 | 0   | 0   | 2 | 08:25 | 3      |
| 4.  | HK Novi Sad            | 3  | 0 | 0   | 0   | 3 | 10:22 | 0      |

### Dritte Runde
Die dritte Runde des Continental Cups fand vom 21. bis 23. November 2008 statt. Gespielt wurde in zwei Gruppen im lettischen Liepāja und italienischen Bozen. Der Sieger der Gruppe B, HK Sokol Kiew, qualifizierte sich zur Teilnahme in der Gruppe D, während der Sieger der Gruppe C, Dunaújvárosi Acélbikák, das Ticket zur Teilnahme in der Gruppe E löste.

#### Gruppe D
In der Gruppe D setzte sich der mit leichten Außenseiterchancen ins Turnier gegangene HK Keramin Minsk durch. Nachdem das Team die Auftaktpartie gegen den Qualifikanten aus Kiew verloren hatte, folgte ein Sieg gegen den kasachischen Vertreter Gornjak Rudny. Da Kiew im direkten Duell gegen den Gastgeber HK Liepājas Metalurgs unterlegen war, musste Minsk im abschließenden Spiel gegen den Gastgeber mit mindestens zwei Toren Unterschied gewinnen, was durch einen 5:2-Sieg auch gelang. Minsk erreichte das Super Final aufgrund des besseren Torverhältnisses gegenüber den beiden punktgleichen Mitkonkurrenten.
Insgesamt besuchten 2.875 Zuschauer die sechs Partien, was einem Zuschauerschnitt von 479,2 entspricht.
| 21. November 2008 14:00 Uhr | HK Sokol Kiew         | 4:2 (2:0, 2:2, 0:0) | HK Keramin Minsk      | Olimpiskā ledus halle, Liepāja Zuschauer: 150 |
| 21. November 2008 18:00 Uhr | HK Liepājas Metalurgs | 5:2 (2:1, 2:0, 1:1) | Gornjak Rudny         | Olimpiskā ledus halle, Liepāja Zuschauer: 680 |
| 22. November 2008 14:00 Uhr | HK Keramin Minsk      | 4:0 (1:0, 2:0, 1:0) | Gornjak Rudny         | Olimpiskā ledus halle, Liepāja Zuschauer: 120 |
| 22. November 2008 18:00 Uhr | HK Sokol Kiew         | 1:3 (0:0, 0:2, 1:1) | HK Liepājas Metalurgs | Olimpiskā ledus halle, Liepāja Zuschauer: 890 |
| 23. November 2008 14:00 Uhr | Gornjak Rudny         | 2:7 (0:3, 1:1, 1:3) | HK Sokol Kiew         | Olimpiskā ledus halle, Liepāja Zuschauer: 70  |
| 23. November 2008 18:00 Uhr | HK Liepājas Metalurgs | 2:5 (1:3, 0:1, 1:1) | HK Keramin Minsk      | Olimpiskā ledus halle, Liepāja Zuschauer: 965 |

| Pl. |                       | Sp | S | OTS | OTN | N | Tore  | Punkte |
| 1.  | HK Keramin Minsk      | 3  | 2 | 0   | 0   | 1 | 11:06 | 6      |
| 2.  | HK Sokol Kiew         | 3  | 2 | 0   | 0   | 1 | 12:07 | 6      |
| 3.  | HK Liepājas Metalurgs | 3  | 2 | 0   | 0   | 1 | 10:08 | 6      |
| 4.  | Gornjak Rudny         | 3  | 0 | 0   | 0   | 3 | 04:16 | 0      |

#### Gruppe E
Das Turnier im italienischen Bozen gewann der Gastgeber HC Bozen souverän mit drei Siegen aus den drei Begegnungen. In der entscheidenden Abschlusspartie siegten die Italiener knapp mit 1:0 gegen den britischen Vertreter Coventry Blaze. Den dritten Rang sicherte sich der HDK Stavbar Maribor aus Slowenien vor dem Qualifikanten Dunaújvárosi Acélbikák.
Insgesamt besuchten 9.440 Zuschauer die sechs Partien, was einem Zuschauerschnitt von 1.573,3 entspricht.
| 21. November 2008 16:00 Uhr | Coventry Blaze         | 6:3 (3:1, 2:0, 1:2) | HDK Stavbar Maribor    | Eiswelle, Bozen Zuschauer: 500   |
| 21. November 2008 19:30 Uhr | Dunaújvárosi Acélbikák | 2:5 (1:2, 0:2, 1:1) | HC Bozen               | Eiswelle, Bozen Zuschauer: 2.150 |
| 22. November 2008 16:00 Uhr | Dunaújvárosi Acélbikák | 4:6 (1:4, 1:1, 2:1) | Coventry Blaze         | Eiswelle, Bozen Zuschauer: 620   |
| 22. November 2008 19:30 Uhr | HC Bozen               | 4:2 (3:1, 1:1, 0:0) | HDK Stavbar Maribor    | Eiswelle, Bozen Zuschauer: 2.650 |
| 23. November 2008 16:00 Uhr | HDK Stavbar Maribor    | 3:2 (2:1, 1:1, 0:0) | Dunaújvárosi Acélbikák | Eiswelle, Bozen Zuschauer: 370   |
| 23. November 2008 19:30 Uhr | HC Bozen               | 1:0 (1:0, 0:0, 0:0) | Coventry Blaze         | Eiswelle, Bozen Zuschauer: 3.150 |

| Pl. |                        | Sp | S | OTS | OTN | N | Tore  | Punkte |
| 1.  | HC Bozen               | 3  | 3 | 0   | 0   | 0 | 10:04 | 9      |
| 2.  | Coventry Blaze         | 3  | 2 | 0   | 0   | 1 | 12:08 | 6      |
| 3.  | HDK Stavbar Maribor    | 3  | 1 | 0   | 0   | 2 | 08:12 | 3      |
| 4.  | Dunaújvárosi Acélbikák | 3  | 0 | 0   | 0   | 3 | 08:14 | 0      |

## Super Final
Das Super Final des Continental Cups fand vom 16. bis 18. Januar 2009 statt. Der Austragungsort des Turniers war das französische Rouen. Neben den bereits gesetzten Vertretern aus Frankreich und der Slowakei, den Dragons de Rouen und der MHC Martin, sicherten sich in der finalen Qualifikationsrunde der HK Keramin Minsk aus Weißrussland, als Sieger der Gruppe D, und der HC Bozen aus Italien, als Sieger der Gruppe E, die verbleibenden zwei Plätze.
Bereits frühzeitig zeigte sich der erstmals international antretende MHC Martin aus der Slowakei als Favorit auf den Titel. Nach Siegen in den ersten beiden Turnierspielen mussten die gastgebenden Dragons de Rouen ihre Partie gegen Keramin Minsk in der regulären Spielzeit gewinnen, damit das Turnier nicht schon vor dem letzten Tag entschieden war. Dies gelang ihnen durch ein starkes Schlussdrittel, in dem sie vier Tore erzielten und die Partie noch zu ihren Gunsten drehten. Im abschließenden Turnierspiel kam es somit zum Aufeinandertreffen zwischen Martin und Rouen. Trotz eines Sieges der Franzosen sicherte sich der MHC Martin seinen ersten internationalen Titel, da er im Vergleich der drei punktgleichen Mannschaften – der HC Bozen hatte ebenfalls zwei Partien gewonnen – das beste Torverhältnis vorzuweisen hatte.
Die sechs Spiele in der 2.747 Zuschauer fassenden Île Lacroix besuchten insgesamt 14.518 Zuschauer. Dabei waren die drei Spiele des Gastgebers ausverkauft.

### Gruppe F
| 16. Januar 2009 14:00 Uhr | MHC Martin P. Klepáč (20:28) L. Havel (35:56) I. Dornič (39:37) M. Beran (50:05) M. Macho (59:56)                         | 5:1 (0:1, 3:0, 2:0) Spielbericht (PDF-Datei; 32 kB) | HK Keramin Minsk A. Hlebau (7:18) | Île Lacroix, Rouen Zuschauer: 1.752 |
| 16. Januar 2009 20:00 Uhr | Dragons de Rouen J. Desrosiers (35:08)                                                                                    | 1:3 (0:2, 1:1, 0:0) Spielbericht (PDF-Datei; 31 kB) | HC Bozen C. Walcher (1:30) A. Egger (13:49) C. Borgatello (36:11)                                                                                | Île Lacroix, Rouen Zuschauer: 2.747 |
| 17. Januar 2009 16:30 Uhr | HC Bozen R. Jardine (16:16) K. Corupe (29:09) S. Durdins (33:39)                                                          | 3:7 (1:2, 2:3, 0:2) Spielbericht (PDF-Datei; 32 kB) | MHC Martin M. Beran (4:20) P. Klepáč (11:18) L. Havel (21:29) A. Drgoň (31:09) P. Klepáč (35:01) M. Beran (42:20) M. Čech (58:48)                | Île Lacroix, Rouen Zuschauer: 2.245 |
| 17. Januar 2009 20:00 Uhr | HK Keramin Minsk J. Fajkou (23:11) T. Suursoo (26:49) J. Kurylin (29:01) A. Schydkich (38:08)                             | 4:6 (0:2, 4:0, 0:4) Spielbericht (PDF-Datei; 32 kB) | Dragons de Rouen J.-F. David (7:46) M.-A. Thinel (12:37) M.-A. Thinel (42:15) M. Peltola (43:34) M.-A. Thinel (47:07) É. Doucet (59:56)          | Île Lacroix, Rouen Zuschauer: 2.747 |
| 18. Januar 2009 16:00 Uhr | HK Keramin Minsk A. Schydkich (19:50)                                                                                     | 1:7 (1:3, 0:4, 0:0) Spielbericht (PDF-Datei; 32 kB) | HC Bozen J. Schaafsma (4:10) R. Ramoser (6:42) J. Olson (9:35) R. Jardine (27:04) E. Dorigatti (30:33) J. Schaafsma (33:56) J. Schaafsma (36:52) | Île Lacroix, Rouen Zuschauer: 2.280 |
| 18. Januar 2009 19:30 Uhr | Dragons de Rouen J. Desrosiers (10:24) M.-A. Thinel (14:37) L. Tarantino (30:23) O. Bouchard (40:45) M.-A. Thinel (59:11) | 5:4 (2:1, 1:2, 2:1) Spielbericht (PDF-Datei; 32 kB) | MHC Martin L. Havel (16:41) L. Havel (27:12) D. Appel (33:39) L. Havel (52:16)                                                                   | Île Lacroix, Rouen Zuschauer: 2.747 |

| Pl. |                  | Sp | S | OTS | OTN | N | Tore  | Punkte |
| 1.  | MHC Martin       | 3  | 2 | 0   | 0   | 1 | 16:09 | 6      |
| 2.  | Dragons de Rouen | 3  | 2 | 0   | 0   | 1 | 12:11 | 6      |
| 3.  | HC Bozen         | 3  | 2 | 0   | 0   | 1 | 13:09 | 6      |
| 4.  | HK Keramin Minsk | 3  | 0 | 0   | 0   | 3 | 06:18 | 0      |

## Auszeichnungen
Spielertrophäen
| Auszeichnung       | Spieler              | Team             |
| ------------------ | -------------------- | ---------------- |
| Bester Torhüter    | Vlastimil Lakosil    | MHC Martin       |
| Bester Verteidiger | Christian Borgatello | HC Bozen         |
| Bester Stürmer     | Marc-André Thinel    | Dragons de Rouen |
| Topscorer          | Lukáš Havel          | MHC Martin       |
| Topscorer          | Marc-André Thinel    | Dragons de Rouen |

Die Auszeichnungen im Rahmen des Finalturniers erhielten Torwart Vlastimil Lakosil vom Turniersieger MHC Martin, der Verteidiger Christian Borgatello in Diensten des HC Bozen sowie der Stürmer Marc-André Thinel vom Gastgeber Dragons de Rouen.
Mit je sieben Scorerpunkten waren der Slowake Lukáš Havel vom MHC Martin und Marc-André Thinel die Topscorer des Turniers. Sie waren mit je fünf Toren auch am treffsichersten. Havels Teamkollege David Appel und Jean-François David von den Dragons de Rouen bereiteten jeweils vier Treffer vor. Die beste Fangquote unter den Torhütern wies Rouens Ramón Sopko vor, der 89,52 Prozent der Schüsse auf sein Tor parierte.

### Siegermannschaft
| IIHF-Continental-Cup-Sieger MHC Martin | Torhüter: Michal Dzubina, Vlastimil Lakosil Verteidiger: Daniel Babka, Ivan Ďatelinka, Adam Drgoň, Peter Klepáč, Marek Kolba, Jiří Polák, Miroslav Vantroba Angreifer: David Appel, Michal Beran, Martin Čech, Ivan Dornič, Guntis Džeriņš, Lukáš Havel, Michal Macho, Kamil Mahdalík, Lukáš Říha, Miroslav Škumát, Andrej Themár, Jaroslav Török, Peter Trokan Cheftrainer: Dušan Gregor |